# Jan Konopka (wojskowy)
Jan Konopka (ur. 1777 w Skołodyczach koło Słonimia, zm. 20 grudnia 1814 w Dubrowce pod Słonimem) – generał brygady Armii Księstwa Warszawskiego.

## Życiorys
Był synem Franciszka, majora wojsk litewskich i jego żony Anny.
Od 1792 podporucznik w 6 Brygadzie Kawalerii Narodowej, uczestnik wojny polsko-rosyjskiej 1792, odznaczył się pod Zieleńcami. W insurekcji kościuszkowskiej walczył już jako porucznik; ranny pod Maciejowicami.
Po powstaniu pojechał do Francji i służył w jej armii. Od 1797 w Legionach Polskich we Włoszech w stopniu kapitana. Brał udział we wszystkich ich kampaniach. Po rozwiązaniu formacji powrócił do służby francuskiej. Major z 1807, wkrótce dowódca pułku w Legii Nadwiślańskiej. Walczył w kampanii pruskiej. Uczestnik interwencji francuskiej w Hiszpanii.
Za bitwę pod Tudelą uzyskał komandorię Orderu Legii Honorowej. W 1811 generał francuski z tytułem barona cesarstwa. W tymże roku w bitwie pod Albuerą pułk Konopki rozbił całkowicie całą brygadę angielskiej piechoty i zagarnął 5 sztandarów wroga. W bitwie tej pułk polski stracił aż 22% składu osobowego, a żołnierze Konopki otrzymali 10 Legii Honorowych.
W kampanii napoleońskiej 1812 dowódca 3 pułku gwardii litewskiej. Wskutek lekkomyślności dał się zaskoczyć gen. Eufemiuszowi Czaplicowi pod Słonimem, rozbity, ranny dostał się do niewoli. Internowany w Chersoniu. W 1814 po uwolnieniu z niewoli mianowany dowódcą 1 Brygady Jazdy w armii Królestwa Polskiego, ale funkcji tej nie podjął. Wyniszczony ranami i niewolą, zmarł w Warszawie.

## Odznaczenia
Był odznaczony Krzyżem Srebrnym i Kawalerskim Orderu Virtuti Militari (1792 i 1810) oraz Krzyżem Kawalerskim i Komandorskim Orderu Legii Honorowej (1807 i 1808).